# 大專排球聯賽
大專排球聯賽（縮寫：UVL）是目前中華民國大專院校最高級別的排球聯賽，於1988年成立，中華民國大專院校體育總會主辦。

## 簡介
大專排球聯賽(University Volleyball League，簡稱UVL)，是目前大專校院最主要的排球賽事，為提倡排球運動風氣與增進校際運動交流所設立，於77學年度開始辦理，83學年度加入女子排球，94學年度後與籃球、棒球、足球合稱大專四大聯賽，皆由教育部指導辦理。

聯賽制度的歷史演變主要經過以下幾個部分：
- 77學年度(1988年)：大學(甲、乙組)和專科學校(甲、乙組)兩大聯盟
- 78學年度(1989年)：體育資優保送生組、大學(甲、乙組)和專科學校(甲、乙組)
- 94學年度(2005年)：特優級、挑戰A級、挑戰B級、挑戰C級、公開級和一般組
- 99學年度(2010年)：公開組第一級、公開組第二級、公開組第三級和一般組
- 103學年度(2014年)：公開組第一級、公開組第二級和一般組

UVL為培養優秀排球選手之搖籃。2003年，在大邱世界大學運動會，我國女排代表隊擊敗強國奪下史無前例的一面銀牌，更於次屆2005年伊士麥世界大學運動會勇奪我國排球史上首面世界級賽會金牌，開啟臺灣排球新頁。

## 賽制

### 公開男生、女生組第一級
- 預賽階段：12支球隊分成兩組進行單循環比賽，取各組前三名晉級至複賽。另外各組第4名至第6名之球隊進行第7名至第12名單循環決賽。
- 複賽階段：6支球隊進行單循環比賽，取前四名之球隊晉級至決賽。而第5名及第6名之球隊進行第5、6名排名賽。

### 公開男生、女生組第二級
- 預賽階段：12支球隊分成兩組進行單循環比賽，取各組前三名晉級至複賽。另外各組第4名至第6名之球隊進行第7名至第12名單循環決賽。
- 複賽階段：6支球隊進行單循環比賽，取前四名之球隊晉級至決賽。而第5名及第6名之球隊進行第5、6名排名賽。

### 一般男生、女生組
- 預賽階段：視報名隊數多寡，平均分配成6-8組，採單循環賽制，排定各組名次，上一年度之一般級第1-8名之球隊依組別多寡依序排為各組之種子隊(六組6名)。
- 決賽階段：取預賽各組第一名(一組)、第二名(一組)、第三名(一組)，以參加各組單循環排名決賽。
- 挑戰盃賽：未進入決賽之隊伍，得參加挑戰盃賽。

## 外部連結
- 大專體總
- SSU大專學生運動網（页面存档备份，存于）